# 북한판 에이태킴스

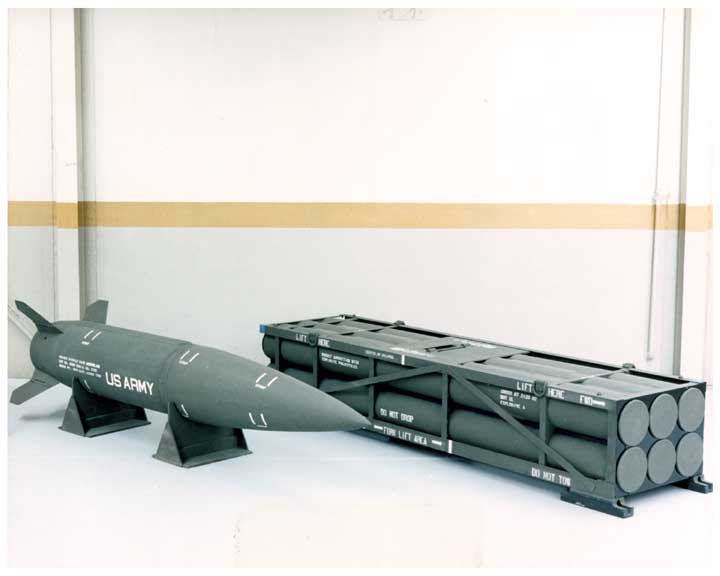
미국 MGM-140 ATACMS 미사일

북한판 에이태킴스는 북한의 최신형 단거리 탄도 미사일이다. 북한 관영 조선중앙통신은 "새 무기"라고만 보도하고 있고, 한국과 미국 정부는 별다른 고유번호나 명칭을 붙이지 않았다. 한국 언론에서는 그냥 "북한판 에이태킴스" 미사일이라고 부른다.

## 역사
1991년 걸프전에서 "강철비"라는 별명을 얻은 M270 MLRS는 227 mm 다연장 로켓 12발 대신 MGM-140 ATACMS 미사일 2발을 발사할 수 있다. 직사각형의 발사관 통을 통째로 빼내어서 교체하기 때문에, 교체시간이 매우 짧다. 박정희 정부 시절 주한미군은 북한을 핵공격하기 위한 단거리 탄도 핵미사일로 랜스 미사일을 배치했으며, 한국에는 판매를 거부했는데, 랜스 미사일의 후속 버전이 에이태킴스 미사일이다. 2019년 현재 주한미군과 한국군에 배치되어 있다.
이것을 모방해서 한국은 천무 다연장로켓을 만들었다. 239 mm 다연장 로켓 12발 또는 KTSSM 미사일 2발을 발사할 수 있다.
중국도 이런 것을 만들었는데, 300 mm 웨이스 로켓 8발 대신 DF-12 단거리 탄도 미사일 2발을 발사할 수 있다.

## DF-12
북한판 에이태킴스는 중국의 DF-12로 의심된다. 사진상의 외형도 비슷하다. 중국 웨이스 로켓은 다연장 로켓 4발 대신 단거리 탄도 미사일을 발사할 수 있는데, DF-12와 BP-12A가 있다. 셋 다 비슷하게 생겼는데, 북한 미사일이 훨씬 뚱뚱하다. 중국의 두 미사일은 가늘고 길다.

## 시험발사
2019년 8월 10일, 2발을 동해상으로 발사했다.
2019년 8월 16일, 2발을 동해상으로 발사했다. 오전 8시 1분과 8시 16분, 강원도 통천에서 동해상으로 미사일 2발을 발사했다. 고도는 30Km, 비행거리는 230Km, 최대 속도는 마하 6.1 이상이었다. 조선인민군 전략군의 부대 현황을 보면, 통천에는 미사일 기지가 없다. 가장 인근의 미사일기지는 서쪽으로 20 km 떨어진 깃대령 미사일 기지이다. 17일 조선중앙통신은 "새 무기"라고 보도했다.